# Église Saint-Malo de Mouen
Pour les articles homonymes, voir Église Saint-Malo.
L'église Saint-Malo est une église catholique située à Mouen, en France.

## Localisation
L'église est située dans le département français du Calvados, sur la commune de Mouen.

## Historique
L'édifice est classé au titre des monuments historiques en 1846.